# Tronchoy
Tronchoy település Franciaországban, Yonne megyében. Lakosainak száma 123 fő (2022. január 1.). Tronchoy Lignières, Marolles-sous-Lignières, Vézinnes, Cheney és Roffey községekkel határos.

## Népesség
A település népessége az elmúlt években az alábbi módon változott:
| Lakosok száma | 129  | 126  | 127  | 127  | 127  | 127  | 128  | 123  |
|               | 2013 | 2015 | 2017 | 2018 | 2019 | 2020 | 2021 | 2022 |